# John Wilson (hudební skladatel)
John Wilson (5. dubna 1595, Faversham, Kent – 22. února 1674) byl anglický hudební skladatel, loutnista a zpěvák.
Narodil se na rohu Abbey Street a Church Street ve Favershamu v hrabství Kent. V roce 1614 odešel do Londýna, kde působil na královském dvoře a v divadlech (mohl účinkovat v Shakespeareových hrách v divadle Globe – někteří autoři se domnívají, že hrál roli Baltazara v komedii Mnoho povyku pro nic; byl autorem řady písní ve Shakespearových hrách; je znám jako autor kavalírských písní). Roku 1623 nastoupil po Robertu Johnsonovi (jehož hudební styl ho pravděpodobně ovlivnil) jako hlavní komponista hudebního souboru King's Men, v souboru King's Musick v roce 1635 pak jako loutnista, v tomtéž roce následoval královský dvůr Karla II. do exilu během občanské války. V roce 1644 získal titul D.Mus (Doctor of music – doktor hudby) na Oxfordské univerzitě a v letech 1656–1661 se zde stal profesorem hudby. Předcházející období let 1646–1656 byl ve službách Sira Williama Sarsdena ve farnosti Churchill, Oxfordshire. Po restauraci Stuartovců v roce 1660 spojil v roce 1662 své působení s Chapel royal. Zemřel 22. února roku 1674 ve Westminsteru.